# Alexis Vastine
Alexis Alain Vastine (* 17. November 1986 in Pont-Audemer, Département Eure, Frankreich; † 9. März 2015 bei Villa Castelli, Provinz La Rioja, Argentinien) war ein französischer Boxer. Sein größter Erfolg war der Gewinn einer Bronzemedaille im Halbweltergewicht bei den Olympischen Spielen 2008.
Sein älterer Bruder Adriani Vastine war ebenfalls Boxer.

## Amateurkarriere
Alexis wurde von seinem Vater Alain Vastine im Boxclub Fournetot trainiert. 2003 und 2004 wurde er Französischer Juniorenmeister und startete bei den Junioren-Weltmeisterschaften 2004 in Südkorea, wo er erst im Halbfinale gegen Amir Khan ausschied und eine Bronzemedaille gewann. Ebenfalls eine Bronzemedaille gewann er bei den Junioren-Europameisterschaften 2005 in Estland, als er im Halbfinale gegen Andrei Samkowoi unterlegen war. Zudem gewann er 2005 die Frankophonen Spiele in Niger.
2007 schied er im Juni bei den EU-Meisterschaften in Dublin in der Vorrunde gegen Ionuț Gheorghe aus, erreichte aber im November bei den Weltmeisterschaften in Chicago das Viertelfinale, nachdem er Dilschod Machmudow, Edward Akora und Vasile Belous besiegt hatte. Beim Kampf um den Einzug in die Medaillenränge schied er gegen Bradley Saunders aus.
Mit diesem Erfolg war er für die Olympischen Spiele 2008 in Peking qualifiziert, wo er Egidijus Kavaliauskas, diesmal auch Bradley Saunders und Urantschimegiin Mönch-Erdene besiegen konnte und erst im Halbfinale knapp mit 10:12 gegen Félix Díaz ausschied und eine Bronzemedaille gewann. Aufgrund seiner Leistungen in Peking wurde Alexis Vastine 2008 der Ordre national du Mérite verliehen. Eine weitere Bronzemedaille gewann er beim Weltcup 2008 in Moskau. Diesmal war er im Halbfinale gegen Mönch-Erdene unterlegen.
2009 gewann er die Mittelmeerspiele in Italien und nahm an den Weltmeisterschaften in Mailand teil, wo er im Achtelfinale gegen Scott Cardle verlor. Bei den Europameisterschaften 2010 in Moskau erreichte er mit Siegen gegen Samuel Matevosyan, Leon Chartoy und Mahamed Nurudsinau das Finale, wo er gegen Balázs Bácskai unterlag und Silber gewann.
2011 gewann er bei den Weltmeisterschaften in Baku gegen Scott Cardle und Mehdi Khalsi, unterlag dann aber im Achtelfinale gegen Taras Schelestjuk. Diesem unterlag er dann auch im Viertelfinale der Olympischen Spiele 2012 in London knapp mit 18:18+ beim Kampf um den Einzug in die Medaillenränge, nachdem er zuvor Patrick Wojcicki und Bjambyn Tüwschinbat besiegt hatte.
Als Sportsoldat gewann er zudem die Militär-Weltmeisterschaften der CISM 2008 in Aserbaidschan, 2010 in den USA und 2014 in Kasachstan, sowie die Militärweltspiele 2011 in Brasilien. Zu seinen besiegten Gegnern zählten Ramal Amanov, Serdar Avcı, Alexander Besputin, Myke Carvalho, Mujandjae Kasuto und Mehdi Khalsi.
Darüber hinaus war er Französischer Meister 2006 im Weltergewicht sowie 2007 und 2009 im Halbweltergewicht. Für das Team Paris United kämpfte er in der World Series of Boxing.

## Tod
Vastine starb am 9. März 2015 bei den Dreharbeiten für die französische Sendung Dropped durch eine Kollision zweier Hubschrauber in der Provinz La Rioja, Argentinien.